# ピクルス

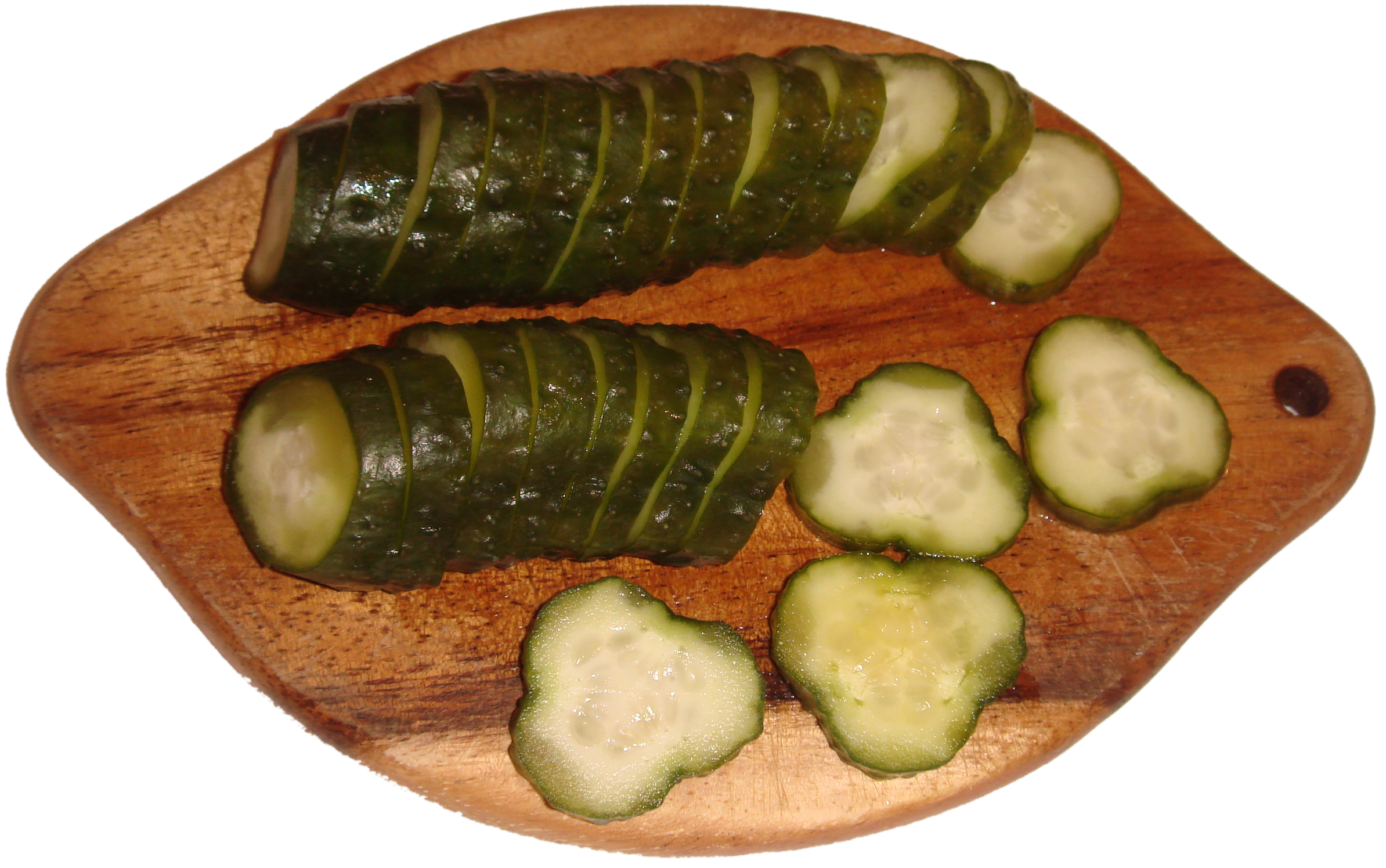
キュウリのピクルス

ピクルス (英語: Pickle) とは、野菜や果実などを香辛料とともに酢漬にしたもの。シロップ漬のような糖水漬はピクルスとはいわない。野菜類（歯切れの良いもの）を塩漬けののち、香辛料とともに酢漬けにすることで保存性を高め、味に変化をつけたものである。塩漬けの代わりに湯通しすることもある。

## 概要

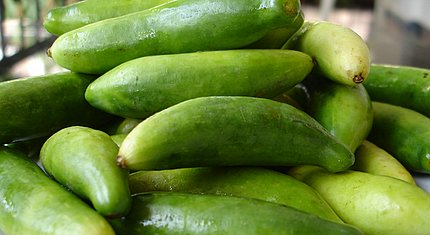
ガーキン（Gherkin）

歯切れのよい野菜類を、種々のスパイスを入れた酢に漬けたもの。ガーキン（短小のキュウリ）、キュウリ、タマネギ、カリフラワー、ニンジン、トマト、ビーツ、インゲン、ピーマンなどを塩漬けののち、香辛料とともに酢漬けにすることで保存性を高め、味に変化をつけたものである。前菜や肉料理、サンドイッチに添えたり、カレーソースの薬味や、みじん切りにしてマヨネーズに加え（タルタルソース）、食欲増進や、味に変化をつけるために用いられる。ディル（香草）を加えたものはディルピクルスとよばれ、欧米人に好まれる。また、ビーツや赤キャベツのピクルスは鮮やかな色になるので、前菜、サラダ、サンドイッチ、ハンバーガーなどの添え物に効果的である。
多くの国ではきゅうりピクルスが、「ガーキンス」（Gherkins）という商品名で流通している。

## 各国のピクルス

### アメリカ
アメリカ合衆国ではハンバーガーやサンドイッチに多用され、ピクルスを具にしたサンドイッチが人気を博している。細かく刻んだものはレリッシュと呼ばれ、ザワークラウトと共にホットドッグのトッピングとして使われる。オリーブの種を抜き、赤ピーマンを詰めたピクルス（スタッフド・オリーブ）は、マティーニの必需品である。

### イギリス
酸味を好む国民性ゆえに、多様なピクルス（その中にはゆで卵のピクルスといった珍しいものもある）が存在する。なかでも、モルトビネガーにリンゴやデーツで甘味を加えて野菜を漬けた「Branston Original Pickle（ブランストン・オリジナル・ピクル）」はイギリスの味と評される。

### インド
アチャールという独特のピクルスがあり、各種料理の付け合せに用いられる。

### 日本
日本人がイメージする「ピクルス（＝野菜の酢漬け）」に近いものとしては、ラッキョウ漬けや、梅酢に漬ける紅しょうがやガリなどがあげられる。
- ケッパーのピクルス
- Feferony フェフェロニ(チリのピクルス)
- クリームソース、マッシュポテト、ピクルスとリンゴンベリー・ジャムを添えたショットブッラール
- オクラのピクルス
- インドのマンゴーピクルス（アチャール）
- さまざまな野菜のピクルス